# 집으로 가는 길 (라디오 프로그램)
《집으로 가는 길, 소이현입니다》는 SBS 러브FM에서 매일 저녁 6시 5분에 방송되는 라디오 프로그램이다. 2020년 9월 17일부터는 후속 프로그램으로 《황제성의 Ready Yo 퐝퐝》이 첫 방송 되었다. 2020년 9월 16일 자로 2년 만에 폐지되었다.

## 코너

### 매일 코너
- 소·확·행
- 사랑은 그렇게...
- 오늘도 해피엔딩
- 안 본 게 아니라 못 본 거예요

### 요일별 코너
- 월요일 - 소·다·수
- 화요일 - 노래 속 사정
- 수요일 - 카세트 테이프
- 목요일 - 음악이 분다
- 금요일 - 목동국제영화제 〈MIFF〉
- 토요일 - 상처 N 반창꼬
- 일요일 - 핫테고리